# 战斗或逃跑反应

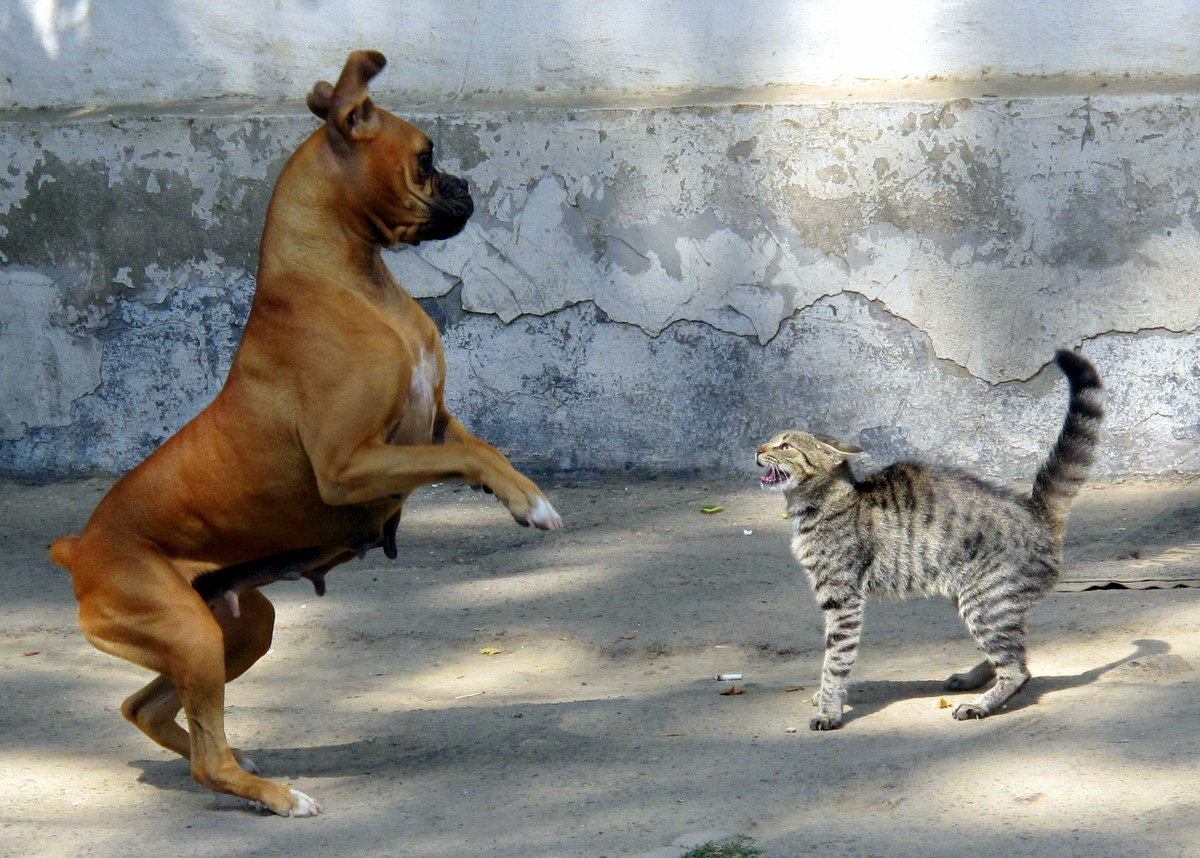
一對狗和貓表現出該現象。

過度喚起、急性壓力反應（acute stress response）、戰鬥或逃跑或僵住（fight-or-flight-or-freeze）、戰鬥或逃跑反應（fight-or-flight response） 、戰鬥或逃跑（fight-or-flight）、戰鬥-逃跑-僵住-討好（fight-flight-freeze-fawn）、戰鬥-逃跑-暈倒或僵住（fight-flight-faint-or-freeze）等變體，是對感知到的有害事件、攻擊或生存威脅做出的自然生理反應。沃爾特·布拉德福德·坎農 (Walter Bradford Cannon) 是最初以學術方法闡述這個現象的學者之一。他的理論指出，動物對威脅的反應是交感神經系統全面放電，為戰鬥或逃跑做好準備。更具體地說，腎上腺髓質產生激素級聯反應（hormonal cascade），導致兒茶酚胺分泌，尤其是去甲腎上腺素和腎上腺素。激素雌激素、睾酮和皮質醇，以及神經遞質多巴胺和血清素，也會影響生物體對壓力的反應。激素骨鈣素也可能起作用。
這種反應被認為是調節脊椎動物和其他生物體之間壓力反應的一般適應綜合徵（general adaptation syndrome）的第一階段。

## 概述
这种应激反应的中心位于丘脑下部，包括了许多种情绪反应。丘脑下部有时被视作应激中心，因为其在紧急事件中具备双重功能：对于自主神经系统（ANS）的控制，以及对垂体腺的控制。
两性在“战斗或逃跑反应”中表现有差异：较之女性，男性更倾向于“战斗”反应；较之男性，女性更倾向于“逃跑”反应，或寻求他人帮助，或化解当前危险——“结盟与友好”。尤其是身为母亲的女性，面临紧张情况时，会尤其倾向于保护自己的子女并寻求他人帮助。

## 生理學

### 自主神經系統
自主神經控制系統無意識調節心率、消化作用、呼吸頻率、瞳孔反應、排尿、性兴奋等。是控制戰逃的主要機制，其作用由兩個不同的組成部分介導：交感神經系統和副交感神經系統。

#### 交感神經系統
交感神經系統源於脊髓，主要功能是激活戰鬥逃跑反應。系統傳遞下丘腦背側信號激活心臟，增加血管阻力，增加血流量，尤其流向肌肉、心臟和腦組織的血流量。啟動腎上腺髓質，釋放兒茶酚胺，放大交感神經反應。此外，激活反應腎上腺釋放的去甲腎上腺素。

#### 副交感神經系統
副交感神經系統源於骶脊髓和延髓，物理圍繞交感神經並與其協同工作。又稱自主神經系統的鎮靜部分（calming portion）。
啟動交感神經系統時，副交感神經系統會降低其反應。源自神經核的傳出迷走神經纖維與呼吸系統平行，降低迷走神經心臟副交感神經張力。在戰鬥或逃跑反應後，副交感神經系統主要功能是啟動休息和消化反應，恢復體內平衡。該系統利用並激活神經遞質乙醯膽鹼的釋放。

### 杏仁核反應
此反應從杏仁核開始，引發下視丘神經反應。活化腦下垂體和荷爾蒙促腎上腺皮質激素分泌。腎上腺幾乎同時透過交感神經系統激活並釋放荷爾蒙腎上腺素。導致荷爾蒙皮質醇產生，增加血壓、血糖並抑制免疫系統。
觸發反應，透過腎上腺素與肝細胞結合產生葡萄糖活化。此外，皮質醇的循環可將脂肪酸轉化能量，使全身肌肉做好反應準備。
兒茶酚胺激素，如腎上腺素或去甲腎上腺素可促進與準備肌肉動作相關的立即身體反應。

### 生理變化
以應對戰鬥或逃跑，增加力量和速度。一些具體的生理變化包括：
- 通過轉移身體其他部位的血流來增加流向肌肉的血流量，從而更容易採取快速行動。
- 血壓和心率升高會增加心輸出量，以便為身體提供更多能量。
- 肝臟分泌的血糖（葡萄糖）和脂肪增加，為身體提供額外的燃料。
- 增加呼吸，提供必要氧氣幫助燃燒多餘的葡萄糖。
- 身體的凝血功能加快，以防止在反應過程中受傷時失血過多。
- 增加肌肉張力，以便為身體提供額外的速度和力量，這可能導致顫抖，直到張力釋放。
- 瞳孔放大以讓更多的光線進入，從而更好地觀察身體周圍的環境。

## 情感成分

### 情緒調節
会主動使用情緒調節避免壓力威脅或控制情緒喚起的水平。

## 動物

### 演化
进化心理学的一种解释是，早期动物必须对威胁性刺激迅速作出反应，没有时间在心理和身体上做好准备。战斗或逃跑反应为它们提供了快速应对生存威胁的机制。

## 註腳
1. ↑  坎農在其著作Bodily Changes in Pain, Hunger, Fear and Rage（1915年，第一版）頁211 提到了“戰鬥或逃跑的必需品”（"the necessities of fighting or flight"）。